# Liste der griechischen Töpfer und Vasenmaler/P

## Namentlich bekannte Künstler
| Name                | Wikidata                   | Profession                 | Herkunft                   | Stil                       | Zeit                       | Bemerkung | Beispiel                   |
| ------------------- | -------------------------- | -------------------------- | -------------------------- | -------------------------- | -------------------------- | --- | -------------------------- |
| Paideros            |                            | Vasenmaler                 | Attika                     | SF                         | 2/2 6. Jh.                 | Vasenmaler für den Töpfer Sotes, nicht zu verwechseln mit dem gleichnamigen Koroplasten des ersten Jahrhunderts |                            |
| Paidikos            |                            | Töpfermaler                | Attika                     | RF/WG                      | 4/4 6. Jh.                 | nach ihm sind der Paidikos-Maler und die Gruppe der Paidikos-Alabastra benannt |                            |
| Pamphaios           |                            | Töpfer                     | Attika                     | SF/RF                      | Ende 6. Jh.                | Nachfolger in der Werkstatt des Nikosthenes |                            |
| Paseas              |                            | Vasenmaler                 | Attika                     | SF/RF                      | 525/10                     | Meister im schwarz- und rotfigurigen Stil |                            |
| Pasiades            |                            | Töpfermaler                | Attika                     | SF/WG                      | 4/4 6. Jh.                 | möglicherweise mit dem nach ihm benannten Pasiades-Maler identisch |                            |
| Peikon              |                            | Töpfer                     | Attika                     |                            | Ende 6. Jh.                | nur inschriftlich bekannter Töpfer unbekannter Ware |                            |
| Peithinos           |                            | Vasenmaler                 | Attika                     | RF                         | Ende 6. Jh.                | |                            |
| Pheidippos          |                            | Vasenmaler                 | Attika                     | SF/RF/BI                   | Ende 6. Jh.                | Vasenmaler in der Werkstatt des Töpfers Hischylos |                            |
| Phintias            |                            | Töpfermaler                | Attika                     | RF                         | 525/500                    | Teil der Pioniergruppe |                            |
| Phintias            |                            | Töpfer                     | Attika                     | RF                         | 420/400                    | auch Phintias der Athener, arbeitete mit dem Maler der Frankfurter Eichellekythos zusammen |                            |
| Phithadas           |                            | Töpfer                     | Böotien                    | SF                         | 1/2 6. Jh.                 | wohl mit einem Töpfer identisch, der mit Phit signierte |                            |
| Phrynos             |                            | Töpfer                     | Attika                     | SF                         | 560/45                     | Kleinmeister, nach Phrynos wurde der Phrynos-Maler benannt |                            |
| Pistoxenos          |                            | Töpfer                     | Attika                     | SF                         | 1/2 5. Jh.                 | nach ihm wurde der Pistoxenos-Maler benannt |                            |
| Pistoxenos Syriskos | siehe unter Pistoxenos     | siehe unter Pistoxenos     | siehe unter Pistoxenos     | siehe unter Pistoxenos     | siehe unter Pistoxenos     | siehe unter Pistoxenos | siehe unter Pistoxenos     |
| Polion              |                            | Vasenmaler                 | Attika                     | RF                         | 4/4 5. Jh.                 | wohl in derselben Werkstatt wie der Schuwalow- und der Eretria-Maler tätig gewesen |                            |
| Polon               |                            | Töpfer                     | Böotien                    | SF/PL                      | 1/2 6. Jh.                 | Töpfer plastischer Gefäßformen |                            |
| Polygnotos          |                            | Vasenmaler                 | Attika                     | RF                         | 450/20                     | kurz Polygnot, auch der Lewis-Maler und der Nausikaa-Maler wurden Polygnotos genannt, einer der bedeutendsten Vasenmaler der Hochklassik, nach ihm wurde die Gruppe des Polygnot benannt                                                          |                            |
| Polypous            |                            | Töpfer                     | Attika                     | SF                         | 2/2 6. Jh.                 | wahrscheinlich kein Töpfer, sondern Fehlinterpretation einer Inschrift |                            |
| Polypsogos          |                            | Töpfer                     | Böotien                    | SF                         | 2/4 6. Jh.                 | nach ihm ist der Polypsogos-Maler benannt, möglicherweise sind Maler und Töpfer identisch |                            |
| Praxias             | siehe unter Arnthe Praxias | siehe unter Arnthe Praxias | siehe unter Arnthe Praxias | siehe unter Arnthe Praxias | siehe unter Arnthe Praxias | siehe unter Arnthe Praxias | siehe unter Arnthe Praxias |
| Priapos             |                            | Töpfer                     | Attika                     | SF                         | 550/30                     | Kleinmeister |                            |
| Proklees            |                            | Töpfer                     | Attika                     | SF/PL                      | 3/4 6. Jh.                 | Töpfer plastischer Gefäße |                            |
| Psiax               |                            | Vasenmaler                 | Attika                     | SF/RF/WG/SI/KR             | 525/05                     | bedeutender Maler in der Übergangszeit vom schwarzfigurigen zum rotfigurigen Stil, Lehrer vieler Maler der Pioniergruppe, ein Teil des Werkes wurde zunächst unter dem Notnamen Menon-Maler gesammelt, dieser wurde nach dem Töpfer Menon benannt |                            |
| Psoieas             |                            | Töpfer                     | Attika                     | SF                         | Mitte 6. Jh.               | |                            |
| Psoleas             |                            | Töpfer                     | Attika                     | SF                         | um 560                     | möglicherweise auch Bouleas |                            |
| Pyrhos              |                            | Töpfer                     | Euböa                      | OR                         | 1/2 7. Jh.                 | möglicherweise in einer euböischen Kolonie im Westen tätig |                            |
| Pyrrhias            |                            | Töpfer oder Vasenmaler     |                            | SF                         | um 540                     | unklar ob die zu Pyrrhos oder Pyrrhias zu vervollständigende fragmentarische Signatur einen Vasenmaler, Töpfer oder Ephebe bezeichnet |                            |
| Pyrrhos             | siehe unter Pyrrhias       | siehe unter Pyrrhias       | siehe unter Pyrrhias       | siehe unter Pyrrhias       | siehe unter Pyrrhias       | siehe unter Pyrrhias | siehe unter Pyrrhias       |
| Python              |                            | Töpfer                     | Attika                     | RF                         | 1/3 5. Jh.                 | |                            |
| Python              |                            | Vasenmaler                 | Paestum                    | RF                         | 2/3 4. Jh.                 | auch Python-Maler, neben Asteas einer von nur zwei namentlich bekannten unteritalischen Vasenmalern und gemeinsam mit diesem dominierende Persönlichkeit der Asteas-Python-Werkstatt                                                              |                            |

## Nicht namentlich bekannte Künstler (Notnamen)
| Name                             | Wikidata                                  | Profession                                | Herkunft                                  | Stil                                      | Zeit                                      | Bemerkung | Beispiel                                  |
| -------------------------------- | ----------------------------------------- | ----------------------------------------- | ----------------------------------------- | ----------------------------------------- | ----------------------------------------- | --- | ----------------------------------------- |
| P-Töpfer                         |                                           | Töpfer                                    | Attika                                    | RF                                        | Mitte 5. Jh.                              | Töpfer in der Achilleus-Maler/Phiale-Maler-Werkstatt                                                                                                |                                           |
| P.S.-Maler                       | siehe unter Pistoxenos                    | siehe unter Pistoxenos                    | siehe unter Pistoxenos                    | siehe unter Pistoxenos                    | siehe unter Pistoxenos                    | siehe unter Pistoxenos | siehe unter Pistoxenos                    |
| Maler von Paestum 5188           |                                           | Vasenmaler                                | Paestum                                   | RF                                        | 2/2 4. Jh.                                | gehört zur Apulianisierenden Gruppe |                                           |
| Maler von Paestum 22870          |                                           | Vasenmaler                                | Paestum                                   | RF                                        |                                           | |                                           |
| Paidikos-Maler                   |                                           | Vasenmaler                                | Attika                                    | RF/WG                                     |                                           | nach dem Töpfer Paidikos benannt |                                           |
| Palaestra-Maler                  |                                           | Vasenmaler                                | Etrurien                                  | SF                                        | 3/4 6. Jh.                                | wird heute als Teil des Werkes des Micali-Malers angesehen                                                                                          |                                           |
| Palagi-Maler                     |                                           | Vasenmaler                                | Korinth                                   | SF                                        |                                           | |                                           |
| Palazzolo-Maler                  |                                           | Vasenmaler                                | Attika                                    | SF                                        |                                           | |                                           |
| Palermo-Maler                    |                                           | Vasenmaler                                | Lukanien                                  | RF                                        | 3/3 5. Jh.                                | gehört zur PKP-Gruppe und damit zur Pisticci-Amykos-Gruppe                                                                                          |                                           |
| Maler von Palermo 4              |                                           | Vasenmaler                                | Attika                                    | RF                                        | 450-420                                   | |                                           |
| Maler von Palermo 6              |                                           | Vasenmaler                                | Attika                                    | RF                                        | 450-420                                   | |                                           |
| Maler von Palermo 401            |                                           | Vasenmaler                                | Sizilien                                  | RF                                        | 4. Jh.                                    | |                                           |
| Maler von Palermo 489            |                                           | Vasenmaler                                | Korinth                                   | SF                                        | 640-600                                   | |                                           |
| Maler von Palermo 1108           |                                           | Vasenmaler                                | Attika                                    | RF                                        | 500-480                                   | |                                           |
| Maler von Palermo 1162           |                                           | Vasenmaler                                | Attika                                    | RF                                        | 480-450                                   | |                                           |
| Maler von Palermo 2177           |                                           | Vasenmaler                                | Apulien                                   | RF                                        | 385-360                                   | gehört zur Karlsruhe-B-9-Dijon-Gruppe |                                           |
| Maler von Palermo 2475           |                                           | Vasenmaler                                | Korinth                                   | SF                                        | 640-625                                   | |                                           |
| Maler von Palermo V.665          |                                           | Vasenmaler                                | Attika                                    | RF                                        | 480-450                                   | |                                           |
| Maler der Palermo-Amphoriskoi    | siehe unter Maler des Palermo-Amphoriskos | siehe unter Maler des Palermo-Amphoriskos | siehe unter Maler des Palermo-Amphoriskos | siehe unter Maler des Palermo-Amphoriskos | siehe unter Maler des Palermo-Amphoriskos | siehe unter Maler des Palermo-Amphoriskos | siehe unter Maler des Palermo-Amphoriskos |
| Maler des Palermo-Amphoriskos    |                                           | Vasenmaler                                | Korinth                                   | SF                                        | 600-575                                   | auch Maler der Palermo-Amphoriskoi und Maler des Amphoriskos in Palermo                                                                             |                                           |
| Maler der Palermo-Eule           |                                           | Vasenmaler                                | Attika                                    | RF                                        |                                           | auch Maler der Eule in Palermo |                                           |
| Maler des Palermo-Gorgoneion     |                                           | Vasenmaler                                | Attika                                    | SF                                        |                                           | Kleinmeister; auch Maler des Palermo-Gorgoneions und Maler des Gorgoneion(s) in Palermo                                                             |                                           |
| Palmer-Jakobsmuschel-Maler       |                                           | Vasenmaler                                | Kampanien                                 | RF                                        | 2/2 4. Jh.                                | gehört zur Robinson-Gruppe |                                           |
| Pan-Maler                        |                                           | Vasenmaler                                | Attika                                    | RF                                        | 480/50                                    | Manierist |                                           |
| Panaitios-Maler                  |                                           | Vasenmaler                                | Attika                                    | RF                                        | Ende 6./ Anfang 5. Jh.                    | später als Frühwerk des Onesimos erkannt |                                           |
| Panther-Maler                    |                                           | Vasenmaler                                | Attika                                    | SF                                        | 4/4 7. Jh.                                | |                                           |
| Maler der Panther-Amphoriskoi    |                                           | Vasenmaler                                | Attika                                    | SF                                        | 2/4 6. Jh.                                | |                                           |
| Maler der Pantikapeion-Lekanis   |                                           | Vasenmaler                                | Attika                                    | SF                                        |                                           | |                                           |
| Pantoxena-Maler                  |                                           | Vasenmaler                                | Attika                                    | RF                                        |                                           | gehört zur Polygnot-Gruppe |                                           |
| Papyrus-Maler                    |                                           | Vasenmaler                                | Rhodos                                    | SH                                        | etwa 1300                                 | |                                           |
| Paris-Maler                      |                                           | Vasenmaler                                | Etrurien                                  | PV                                        | 3/3 6. Jh.                                | wohl aus Ostgriechenland nach Etrurien eingewanderter Künstler; Hauptmeister der Pontischen Gruppe                                                  |                                           |
| Maler des Paris von Karlsruhe    | siehe unter Maler des Karlsruhe-Paris     | siehe unter Maler des Karlsruhe-Paris     | siehe unter Maler des Karlsruhe-Paris     | siehe unter Maler des Karlsruhe-Paris     | siehe unter Maler des Karlsruhe-Paris     | siehe unter Maler des Karlsruhe-Paris | siehe unter Maler des Karlsruhe-Paris     |
| Maler des Pariser Gelagestamnos  |                                           | Vasenmaler                                | Attika                                    | RF                                        | Mitte 5. Jh.                              | |                                           |
| Maler der Pariser Gigantomachie  |                                           | Vasenmaler                                | Attika                                    | RF                                        | 490/70                                    | |                                           |
| Maler der Pariser Kentauromachie |                                           | Vasenmaler                                | Attika                                    | RF                                        |                                           | |                                           |
| Maler des Parisurteils           |                                           | Vasenmaler                                | Apulien                                   | RF                                        | Mitte 4. Jh.                              | auch Maler des Paris-Urteils, englisch Painter of the Judgment of Paris/Judgment Painter                                                            |                                           |
| Maler des Parisurteils           |                                           | Vasenmaler                                | Böotien                                   | RF                                        |                                           | auch Maler des Paris-Urteils |                                           |
| Parrish-Maler                    |                                           | Vasenmaler                                | Kampanien                                 | RF                                        | 2/2 4. Jh.                                | gehört zur Cassandra-Parrish-Werkstatt |                                           |
| Pasiades-Maler                   |                                           | Vasenmaler                                | Attika                                    | WG                                        |                                           | möglicherweise identisch mit dem Töpfer Pasiades, nach dem er benannt ist                                                                           |                                           |
| Pasikles-Maler                   |                                           | Vasenmaler                                | Attika                                    | SF                                        | um 500                                    | |                                           |
| Pasithea-Maler                   |                                           | Vasenmaler                                | Attika                                    | RF                                        | 1/3 4. Jh.                                | |                                           |
| Passas-Maler                     |                                           | Vasenmaler                                | Attika                                    | SF                                        |                                           | |                                           |
| Maler von Passeri 210            |                                           | Vasenmaler                                | Attika                                    | RF                                        |                                           | |                                           |
| Patera-Maler                     |                                           | Vasenmaler                                | Apulien                                   | RF                                        | 340-330                                   | |                                           |
| Patras-Maler                     |                                           | Vasenmaler                                | Korinth                                   | SF                                        | 1/4 6. Jh.                                | |                                           |
| Pedieus-Maler                    |                                           | Vasenmaler                                | Attika                                    | RF                                        | Ende 6. Jh.                               | gehört zur Epilykos-Klasse; möglicherweise mit Skythes identisch                                                                                    |                                           |
| Pegasus-Maler                    |                                           | Vasenmaler                                | Korinth                                   | SF                                        |                                           | |                                           |
| Peleus-Maler                     |                                           | Vasenmaler                                | Attika                                    | RF                                        | 2/3 5. Jh.                                | gehört zur Polygnot-Gruppe |                                           |
| Maler der Pelike in Moskau       |                                           | Vasenmaler                                | Apulien                                   | RF                                        |                                           | englisch Painter of Moscow Pelike |                                           |
| Maler der Pelike von Rhodos      |                                           | Vasenmaler                                | Attika                                    | SF                                        | um 500                                    | englisch Painter of the Rhodes Pelike; gehört zur Klasse der Pelike des Rote-Linie-Malers                                                           |                                           |
| Peliken-Maler                    |                                           | Vasenmaler                                | Korinth                                   | RF                                        | Ende 5. Jh.                               | englisch Pelikai Painter |                                           |
| Penelope-Maler                   |                                           | Vasenmaler                                | Attika                                    | RF                                        | Mitte 5. Jh.                              | |                                           |
| Pennsylvania-Maler               |                                           | Vasenmaler                                | Etrurien                                  | RF                                        | 2/2 4. Jh.                                | gehört zur Torcop-Gruppe |                                           |
| Penthesilea-Maler                |                                           | Vasenmaler                                | Attika                                    | RF                                        | 470/50                                    | Namensgebend für die Penthesilea-Werkstatt |                                           |
| Perachora-Maler                  |                                           | Vasenmaler                                | Korinth                                   | PK                                        | 640/25                                    | |                                           |
| Maler von Perachora 1523         |                                           | Vasenmaler                                | Korinth                                   | PK                                        | 625/600                                   | |                                           |
| Perrone-Maler                    |                                           | Vasenmaler                                | Apulien                                   | RF                                        | 350-325                                   | namensgebender Vertreter der Perrone-Gruppe |                                           |
| Persephone-Maler                 |                                           | Vasenmaler                                | Attika                                    | RF                                        | 440/30                                    | |                                           |
| Perseus-Maler                    |                                           | Vasenmaler                                | Attika                                    | RF                                        |                                           | |                                           |
| Perseus und Athena-Maler         |                                           | Vasenmaler                                | Apulien                                   | RF                                        | 370-360                                   | gehört zur Eumeniden-Gruppe |                                           |
| Perugia-Maler                    | siehe unter Arno-Maler                    | siehe unter Arno-Maler                    | siehe unter Arno-Maler                    | siehe unter Arno-Maler                    | siehe unter Arno-Maler                    | siehe unter Arno-Maler | siehe unter Arno-Maler                    |
| Pescia-Maler                     |                                           | Vasenmaler                                | Attika                                    | SF                                        |                                           | |                                           |
| Pescia Romana-Maler              |                                           | Vasenmaler                                | Etrurien                                  | PO/EK                                     | Anfang 6. Jh.                             | |                                           |
| Maler von Petit Palais 336       |                                           | Vasenmaler                                | Attika                                    | RF/WG                                     |                                           | |                                           |
| Petrie-Maler                     |                                           | Vasenmaler                                | Klazomenai                                | SF                                        | 3/3 6. Jh.                                | namensgebend für die Petrie-Gruppe |                                           |
| Pferd-Vogel-Maler                | siehe unter Maler der Dresdener Lekanis   | siehe unter Maler der Dresdener Lekanis   | siehe unter Maler der Dresdener Lekanis   | siehe unter Maler der Dresdener Lekanis   | siehe unter Maler der Dresdener Lekanis   | siehe unter Maler der Dresdener Lekanis | siehe unter Maler der Dresdener Lekanis   |
| PGZ-Maler                        |                                           | Vasenmaler                                |                                           |                                           |                                           | |                                           |
| Phanyllis-Maler                  |                                           | Vasenmaler                                | Attika                                    | SF/SI                                     | Ende 6. Jh.                               | namensgebend für die Phanyllis-Gruppe |                                           |
| Pharos-Maler                     |                                           | Vasenmaler                                | Attika                                    | SF                                        | 3/4 6. Jh.                                | |                                           |
| Pheidippos-Maler                 |                                           | Vasenmaler                                | Attika                                    | SF                                        | 4/4 6. Jh.                                | |                                           |
| Phiale-Maler                     |                                           | Vasenmaler                                | Attika                                    | RF/WG                                     | 460/20                                    | einer der Hauptvertreter und Namensgeber in der Achilleus-Maler-/Phiale-Maler-Werkstatt                                                             |                                           |
| Philadelphia-Maler               |                                           | Vasenmaler                                | Attika                                    | SG                                        | 3/4 8. Jh.                                | |                                           |
| Philadelphia-Maler               |                                           | Vasenmaler                                | Apulien                                   | GN                                        |                                           | |                                           |
| Maler von Philadelphia 2449      |                                           | Vasenmaler                                | Attika                                    | RF                                        |                                           | |                                           |
| Maler von Philadelphia 5481      |                                           | Vasenmaler                                | Attika                                    | SF                                        |                                           | |                                           |
| Philon-Maler                     |                                           | Vasenmaler                                | Attika                                    | SF                                        | 3/3 6. Jh.                                | |                                           |
| Phineus-Maler                    |                                           | Vasenmaler                                | Chalkidike                                | SF                                        | 530/10                                    | |                                           |
| Maler der Phlyaken-Helena        |                                           | Vasenmaler                                | Lukanien                                  | RF                                        | 380-360                                   | |                                           |
| Pholoe-Maler                     |                                           | Vasenmaler                                | Korinth                                   | SF                                        | 600/575                                   | |                                           |
| Pholos-Maler                     |                                           | Vasenmaler                                | Attika                                    | SF                                        |                                           | Namensgebend für die Pholos-Gruppe |                                           |
| Phrixos-Maler                    |                                           | Vasenmaler                                | Apulien                                   | RF                                        | 3/4 4. Jh.                                | namensgebend für und möglicher alleiniger Vertreter der Phrixos-Gruppe                                                                              |                                           |
| Phrixos-Maler                    |                                           | Vasenmaler                                | Attika                                    | RF                                        |                                           | |                                           |
| Phrynos-Maler                    |                                           | Vasenmaler                                | Attika                                    | SF                                        | 560/45                                    | Kleinmeister, nach dem Töpfer Phrynos benannt |                                           |
| Pierides-Maler                   |                                           | Vasenmaler                                | Attika                                    | RF                                        |                                           | |                                           |
| Piräus-Maler                     |                                           | Vasenmaler                                | Attika                                    | SF                                        | 630/600                                   | |                                           |
| Pisticci-Maler                   |                                           | Vasenmaler                                | Lukanien                                  | RF                                        | 3/3 4. Jh.                                | gehört zur Pisticci-Amykos-Gruppe |                                           |
| Pistoxenos-Maler                 |                                           | Vasenmaler                                | Attika                                    | RF/WG                                     | 480/60                                    | nach dem Töpfer Pistoxenos benannt |                                           |
| Pithekussai-Maler                |                                           | Vasenmaler                                | Korinth                                   | SF                                        |                                           | |                                           |
| Maler der Pithekussai Kotyle     |                                           | Vasenmaler                                | Korinth                                   | SF                                        |                                           | |                                           |
| Pithos-Maler                     |                                           | Vasenmaler                                | Attika                                    | RF                                        |                                           | |                                           |
| Pittsburgh-Maler                 |                                           | Vasenmaler                                | Apulien                                   | RF                                        | 350-340                                   | gehört zur Schulman-Gruppe |                                           |
| Pittsburgh-Maler                 |                                           | Vasenmaler                                | Attika                                    | SF                                        |                                           | |                                           |
| Plattfisch-Maler                 |                                           | Vasenmaler                                | Apulien                                   | RF                                        | 350-300                                   | Maler von Fischtellern |                                           |
| Plousios-Maler                   | siehe unter Plusios-Maler                 | siehe unter Plusios-Maler                 | siehe unter Plusios-Maler                 | siehe unter Plusios-Maler                 | siehe unter Plusios-Maler                 | siehe unter Plusios-Maler | siehe unter Plusios-Maler                 |
| Plusios-Maler                    |                                           | Vasenmaler                                | Attika                                    | SF                                        | 4/4 6. Jh.                                | auch Plousios-Maler |                                           |
| Pluton-Maler                     |                                           | Vasenmaler                                | Kampanien                                 | RF                                        | 360/50                                    | gehört zur Cassandra-Parrish-Werkstatt |                                           |
| Pluton-VHP-Maler                 |                                           | Vasenmaler                                | Kampanien                                 | RF                                        |                                           | gehört zur Cassandra-Parrish-Werkstatt |                                           |
| Maler von Pnyx P 4               |                                           | Vasenmaler                                | Attika                                    | RF                                        |                                           | |                                           |
| Pointed Nose Painter             |                                           | Vasenmaler                                | Attika                                    | SF                                        | Mitte 6. Jh.                              | Namensgeber der Pointed Nose Group |                                           |
| Policoro-Maler                   |                                           | Vasenmaler                                | Lukanien                                  | RF                                        | um 400                                    | gehört zur PKP-Gruppe und damit zur Pisticci-Amykos-Gruppe                                                                                          |                                           |
| Politis-Maler                    |                                           | Vasenmaler                                | Korinth                                   | SF                                        |                                           | |                                           |
| Polos-Maler                      |                                           | Vasenmaler                                | Attika                                    | SF                                        | 2/4 6. Jh.                                | Hauptvertreter der Polos-Gruppe |                                           |
| Polydektes-Maler                 |                                           | Vasenmaler                                | Attika                                    | RF                                        | 450/40                                    | |                                           |
| Polyphem-Maler                   |                                           | Vasenmaler                                | Attika                                    | PA                                        | Mitte 7. Jh.                              | auch Polyphemos-Maler, einer der ersten Vasenmaler, der mythologische Bilder zeigte, und der erste attische Künstler, der eine Inschrift verwendete |                                           |
| Polypsogos-Maler                 |                                           | Töpfer                                    | Böotien                                   | SF                                        | 2/4 6. Jh.                                | nach dem Töpfer Polypsogos benannt, möglicherweise sind Maler und Töpfer identisch                                                                  |                                           |
| Pompe-Maler                      |                                           | Vasenmaler                                | Attika                                    | RF                                        |                                           | |                                           |
| Populonia-Maler                  |                                           | Vasenmaler                                | Korinth                                   | SF                                        |                                           | |                                           |
| Populonia-Maler                  |                                           | Vasenmaler                                | Etrurien                                  | RF                                        | 2/2 4. Jh.                                | gehört zur Torcop-Gruppe |                                           |
| Poseidon-Maler                   |                                           | Vasenmaler                                | Attika                                    | RF                                        | um 500                                    | |                                           |
| Potedan-Maler                    |                                           | Vasenmaler                                | Korinth                                   | SF                                        | 2/4 6. Jh.                                | |                                           |
| Pothos-Maler                     |                                           | Vasenmaler                                | Attika                                    | RF                                        | 3/3 5. Jh.                                | |                                           |
| Potnia-Maler                     |                                           | Vasenmaler                                | Korinth                                   | SF                                        | 620/590                                   | |                                           |
| Pourtalès-Maler                  |                                           | Vasenmaler                                | Attika                                    | RF                                        | 2/4 4. Jh.                                | |                                           |
| Prado/Fienga-Maler               |                                           | Vasenmaler                                | Sizilien/Kampanien                        | RF                                        |                                           | |                                           |
| Maler von Prag 774               |                                           | Vasenmaler                                | Attika                                    | RF                                        |                                           | |                                           |
| Maler des Prager Komasten        |                                           | Vasenmaler                                | Attika                                    | SF                                        |                                           | |                                           |
| Praxias-Maler                    |                                           | Vasenmaler                                | Etrurien                                  | PR                                        | 2/4 5. Jh.                                | benannt nach dem Töpfer Arnthe Praxias; nach dem Paxias-Maler und dem Töpfer ist die Praxias-Gruppe benannt                                         |                                           |
| Preston-Maler                    |                                           | Vasenmaler                                | Apulien                                   | RF                                        | 350-340                                   | |                                           |
| Priamos-Maler                    |                                           | Vasenmaler                                | Attika                                    | SF                                        | Ende 6. Jh.                               | |                                           |
| Primato-Maler                    |                                           | Vasenmaler                                | Lukanien                                  | RF                                        | Mitte 4. Jh.                              | |                                           |
| Princeton-Maler                  |                                           | Vasenmaler                                | Attika                                    | SF                                        | 3/4 6. Jh.                                | |                                           |
| Prometheus-Maler                 |                                           | Vasenmaler                                | Attika                                    | SF                                        | 2/3 6. Jh.                                | |                                           |
| Pronomos-Maler                   |                                           | Vasenmaler                                | Attika                                    | RF                                        | Ende 5. Jh.                               | |                                           |
| Protome-Maler                    |                                           | Vasenmaler                                | Böotien                                   | SF                                        | Ende 6. Jh.                               | auch Protomen-Maler |                                           |
| Protome-Maler A                  |                                           | Vasenmaler                                | Argolis                                   | MY                                        | Mitte 13. Jh.                             | auch Protomen-Maler A |                                           |
| Providence-Maler                 |                                           | Vasenmaler                                | Attika                                    | RF/WG                                     | 490/60                                    | |                                           |
| PS-Maler                         |                                           | Vasenmaler                                | Attika                                    | RF                                        |                                           | |                                           |
| Ptoon-Maler                      |                                           | Vasenmaler                                | Attika                                    | SF                                        | 565–555                                   | |                                           |
| Puhze-Maler                      |                                           | Vasenmaler                                | Korinth                                   | SF                                        |                                           | |                                           |
| Punkt-Efeu-Maler                 |                                           | Vasenmaler                                | Attika                                    | SF                                        |                                           | englisch Dot-Evy Painter |                                           |
| Pushkin-Maler                    |                                           | Vasenmaler                                | Korinth                                   | SF                                        |                                           | |                                           |
| Maler der Pushkin Kotyle         |                                           | Vasenmaler                                | Korinth                                   | SF                                        |                                           | |                                           |
| Pythokles-Maler                  |                                           | Vasenmaler                                | Attika                                    | RF                                        | Anfang 6. Jh.                             | möglicherweise Teil der Pioniergruppe |                                           |
| Python-Maler                     | siehe unter Python                        | siehe unter Python                        | siehe unter Python                        | siehe unter Python                        | siehe unter Python                        | siehe unter Python | siehe unter Python                        |

## Gruppen
| Name                                   | Wikidata                                        | Profession                                      | Herkunft                                        | Stil                                            | Zeit                                            | Bemerkung | Beispiel                                        |
| -------------------------------------- | ----------------------------------------------- | ----------------------------------------------- | ----------------------------------------------- | ----------------------------------------------- | ----------------------------------------------- | --- | ----------------------------------------------- |
| Gruppe P                               |                                                 | Vasenmaler                                      | Attika                                          | SF                                              |                                                 | |                                                 |
| Pädagogen-Gruppe                       | siehe unter Paidagogos-Gruppe                   | siehe unter Paidagogos-Gruppe                   | siehe unter Paidagogos-Gruppe                   | siehe unter Paidagogos-Gruppe                   | siehe unter Paidagogos-Gruppe                   | siehe unter Paidagogos-Gruppe | siehe unter Paidagogos-Gruppe                   |
| Padula-Gruppe                          |                                                 | Vasenmaler                                      | Apulien                                         | RF                                              | Ende 4. Jh.                                     | |                                                 |
| Paestanisierende Gruppe                |                                                 | Vasenmaler                                      | Kampanien                                       | RF                                              | 2/3 4. Jh.                                      | englisch Paestanizing Group |                                                 |
| Paidagogos-Gruppe                      |                                                 | Vasenmaler                                      | Apulien                                         | RF                                              | 340-320                                         | auch Pädagogen-Gruppe |                                                 |
| Gruppe der Paidikos-Alabastra          |                                                 | Vasenmaler                                      | Attika                                          | SF/WG                                           | Mitte 6. Jh.                                    | benannt nach dem Töpfer Paidikos |                                                 |
| Palaestra-Gruppe                       |                                                 | Vasenmaler                                      | Lukanien                                        | RF                                              | 2/2 5. Jh.                                      | gehört zur Pisticci-Amykos-Gruppe |                                                 |
| Gruppe von Palermo 16                  |                                                 | Vasenmaler                                      | Attika                                          | RF                                              | 450-420                                         | auch Klasse von Palermo 16 |                                                 |
| Palermo-Karneia-Policoro-Gruppe        | siehe unter PKP-Gruppe                          | siehe unter PKP-Gruppe                          | siehe unter PKP-Gruppe                          | siehe unter PKP-Gruppe                          | siehe unter PKP-Gruppe                          | siehe unter PKP-Gruppe | siehe unter PKP-Gruppe                          |
| Palmetten-und-Schwan-Gruppe            |                                                 | Vasenmaler                                      | Attika                                          | SF                                              |                                                 | |                                                 |
| Panthervogel-Gruppe                    |                                                 | Vasenmaler                                      | Korinth                                         | SF                                              |                                                 | |                                                 |
| Gruppe des Parisurteils                |                                                 | Vasenmaler                                      | Apulien                                         | RF                                              | Mitte 4. Jh.                                    | auch Gruppe des Paris-Urteils, englisch Group of the Judgment of Paris/Judgment Group; benannt nach dem Maler des Parisurteils |                                                 |
| Paternò-Gruppe                         |                                                 | Vasenmaler                                      | Sizilien                                        | RF                                              |                                                 | |                                                 |
| Peralta-Reverse-Gruppe                 |                                                 | Vasenmaler                                      | Attika                                          | RF                                              |                                                 | |                                                 |
| Schule des Pariser Dinos               |                                                 | Vasenmaler                                      | Rhodos                                          | OR                                              | 1/4 6. Jh.                                      | |                                                 |
| Perizoma-Gruppe                        |                                                 | Vasenmaler                                      | Attika                                          | SF                                              | um 520/10                                       | zur Gruppe gehören der Beaune-Maler, der Michigan-Maler und die Gruppe von Vatikan G 58 |                                                 |
| Perrone-Gruppe                         |                                                 | Vasenmaler                                      | Apulien                                         | RF                                              | 350-325                                         | namensgebender Vertreter ist der Perrone-Maler |                                                 |
| Perrone-Phrixos-Gruppe                 |                                                 | Vasenmaler                                      | Apulien                                         | RF                                              | 3/4 4. Jh.                                      | benannt nach dem Phrixos-Maler, der möglicherweise einziger Vertreter der Gruppe war |                                                 |
| Gruppe des Perseus-Tanzes              |                                                 | Vasenmaler                                      | Attika                                          | RF                                              |                                                 | auch Gruppe des Perseus-Tanz, englisch Group of Perseus Dance |                                                 |
| Perth-Gruppe                           |                                                 | Vasenmaler                                      | Apulien                                         | RF                                              | 3/3 4. Jh.                                      | |                                                 |
| Petrie-Gruppe                          |                                                 | Vasenmaler                                      | Klazomenai                                      | SF                                              | 3/4 6. Jh.                                      | benannt nach dem Petrie-Maler |                                                 |
| Petworth-Gruppe                        |                                                 | Vasenmaler                                      | Attika                                          | RF                                              |                                                 | |                                                 |
| Pezzino-Gruppe                         |                                                 | Vasenmaler                                      | Attika                                          | RF                                              | Ende 6. Jh.                                     | gehört zur Pioniergruppe |                                                 |
| Pferd-Vogel-Gruppe                     |                                                 | Vasenmaler                                      | Attika                                          | SF                                              |                                                 | Hauptvertreter war der Maler der Dresdener Lekanis/Pferd-Vogel-Maler, englisch Horse-Bird Group |                                                 |
| Pferd-Vogel-Gruppe                     |                                                 | Vasenmaler                                      | Apulien                                         | SF                                              | 1/4 6. Jh.                                      | auch Horse-Bird-Gruppe |                                                 |
| Pferde-Gruppe                          |                                                 | Vasenmaler                                      | Korinth                                         | SF                                              |                                                 | |                                                 |
| Pferdekopf-Gruppe                      |                                                 | Vasenmaler                                      | Böotien                                         | SF                                              | Anfang 6. Jh.                                   | Hauptvertreter war der wohl aus Attika eingewanderte Maler der Dresdener Lekanis |                                                 |
| Gruppe des Pferdekopfes in Syrakus     | siehe unter Gruppe des Syrakusaner Pferdekopfes | siehe unter Gruppe des Syrakusaner Pferdekopfes | siehe unter Gruppe des Syrakusaner Pferdekopfes | siehe unter Gruppe des Syrakusaner Pferdekopfes | siehe unter Gruppe des Syrakusaner Pferdekopfes | siehe unter Gruppe des Syrakusaner Pferdekopfes | siehe unter Gruppe des Syrakusaner Pferdekopfes |
| Phaleron-Gruppe                        | siehe unter Phaleron-Klasse                     | siehe unter Phaleron-Klasse                     | siehe unter Phaleron-Klasse                     | siehe unter Phaleron-Klasse                     | siehe unter Phaleron-Klasse                     | siehe unter Phaleron-Klasse | siehe unter Phaleron-Klasse                     |
| Phantom-Gruppe                         |                                                 | Vasenmaler                                      | Etrurien                                        | PR/FK                                           | 2/4 4. Jh. – Anfang 3. Jh.                      | |                                                 |
| Phanyllis-Gruppe                       |                                                 | Töpfermaler                                     | Attika                                          | SF                                              | Ende 6. Jh.                                     | auch Phanyllis-Klasse, unterteilt in mehrere Untergruppen (A bis E), benannt nach dem Phanyllis-Maler, Teil der Hoplite-Leaving-Home-Gruppe |                                                 |
| Gruppe von Philadelphia PH 2272        |                                                 | Vasenmaler                                      | Attika                                          | RF                                              |                                                 | |                                                 |
| Philicleon-Reverse-Gruppe              |                                                 | Vasenmaler                                      | Attika                                          | RF                                              |                                                 | englisch Philicleon Reverse Group |                                                 |
| Phineus-Gruppe                         | siehe unter Gruppe der Phineus-Schale           | siehe unter Gruppe der Phineus-Schale           | siehe unter Gruppe der Phineus-Schale           | siehe unter Gruppe der Phineus-Schale           | siehe unter Gruppe der Phineus-Schale           | siehe unter Gruppe der Phineus-Schale | siehe unter Gruppe der Phineus-Schale           |
| Gruppe der Phineus-Schale              |                                                 | Vasenmaler                                      | Chalkidike/Etrurien (?)                         | SK                                              | 3/3 6. Jh.                                      | auch Phineus-Gruppe, zur Gruppe gehört der Maler von Madrid 10909 |                                                 |
| Pholos-Gruppe                          |                                                 | Vasenmaler                                      | Attika                                          | SF                                              | um 480                                          | benannt nach dem Pholos-Maler |                                                 |
| Gruppe der phönikischen Palmetten      |                                                 | Vasenmaler                                      | Etrurien                                        | EK                                              | 1/4 6. Jh.                                      | |                                                 |
| Phrixos-Gruppe                         |                                                 | Vasenmaler                                      | Apulien                                         | RF                                              | Mitte 4. Jh.                                    | |                                                 |
| Pilos-Head-Gruppe                      |                                                 | Vasenmaler                                      | Kampanien                                       | RF                                              |                                                 | |                                                 |
| Pioniergruppe                          |                                                 | Vasenmaler                                      | Attika                                          | RF                                              | 3/3 6. Jh.                                      | bedeutende Gruppe von Vasenmalern beim Übergang von der schwarz- zur rotfigurigen Vasenmalerei; zur Pioniergruppe gehörten Euphronios, Smikros, Euthymides, Phintias, Hypsis, der Dikaios-Maler, Sosias-Maler, Maler von Akropolis 24, Gales-Maler, Pezzino-Gruppe, Pythokles-Maler und eventuell der Goluchow-Maler                                                         |                                                 |
| Pisticci-Amykos-Gruppe                 |                                                 | Vasenmaler                                      | Lukanien                                        | RF                                              | 2/2 5. Jh.                                      | zur Gruppe gehören der Großkopf-Maler, Amykos-Maler, Zyklopen-Maler, Pisticci-Maler, Vaste-Maler, die Palaestra-Gruppe und die PKP-Gruppe (Palermo-Maler, Karneia-Maler, Policoro-Maler) |                                                 |
| Pizzone-Gruppe                         |                                                 | Vasenmaler                                      | Apulien                                         | GN                                              |                                                 | |                                                 |
| PKP-Gruppe                             |                                                 | Vasenmaler                                      | Lukanien                                        | RF                                              | Ende 5./Anfang 4. Jh.                           | auch Palermo-Karneia-Policoro-Gruppe, zur Gruppe gehören der Palermo-Maler, der Karneia-Maler und der Policoro-Maler |                                                 |
| Plainer Group                          |                                                 | Vasenmaler                                      | Attika                                          | RF                                              |                                                 | |                                                 |
| Gruppe von Pnyx 37                     |                                                 | Vasenmaler                                      | Attika                                          | RF                                              |                                                 | |                                                 |
| Pointed Nose Group                     |                                                 | Vasenmaler                                      | Attika                                          | SF                                              |                                                 | benannt nach dem Pointed Nose Painter |                                                 |
| Pocolom-Gruppe                         |                                                 | Vasenmaler                                      | Etrurien                                        | ähnlich GN                                      | 1/2 3. Jh.                                      | steht in Beziehung zur Vulcanus-Gruppe und zum Atelier der kleinen Stempelchen |                                                 |
| Polos-Gruppe                           |                                                 | Vasenmaler                                      | Attika                                          | SF                                              | 2/4 6. Jh.                                      | Hauptvertreter ist der Polos-Maler |                                                 |
| Polychrome Gruppe                      |                                                 | Vasenmaler                                      | Apulien                                         | EK                                              | Ende 4. Jh.                                     | |                                                 |
| Polychrome Gruppe                      |                                                 | Vasenmaler                                      | Etrurien                                        | EK                                              | 1/2 6. Jh.                                      | zu Gruppe gehört der Castellani-Maler |                                                 |
| Gruppe polychromer Six-Technik Phialai |                                                 | Vasenmaler                                      | Attika                                          | SI                                              | Ende 6. Jh.                                     | |                                                 |
| Polygnot-Gruppe                        |                                                 | Vasenmaler                                      | Attika                                          | RF                                              | 3/4 5. Jh.                                      | auch Gruppe des Polygnot, Polygnotos-Gruppe oder Gruppe des Polygnotos I; namensgebend war Polygnotos, weitere Maler waren der Christie-Maler, Coghill-Maler, Curti-Maler, Dinos-Maler, Epimedes-Maler, Guglielmi-Maler, Hektor-Maler, Kleophon-Maler, Lykaon-Maler, Midas-Maler, Pantoxena-Maler, Peleus-Maler, die Gruppe von Bologna PU 289 und Gruppe von Brüssel A 3096 |                                                 |
| Polyphemus-Gruppe                      |                                                 | Vasenmaler                                      | Attika oder Süditalien (Rhegion?)               | PC                                              | Mitte 6. Jh.                                    | auch Polyphem-Gruppe |                                                 |
| Pontische Gruppe                       |                                                 | Vasenmaler                                      | Etrurien                                        | SF                                              | Mitte 6. Jh.                                    | zur Gruppe gehören der Paris-Maler, der Tityos-Maler, der Amphiaraos-Maler und der Silenus-Maler |                                                 |
| Praxias-Gruppe                         |                                                 | Vasenmaler                                      | Etrurien                                        | PR                                              | 5. Jh.                                          | benannt nach dem Praxias-Maler und dem Töpfer Arnthe Praxias, zur Gruppe gehören zudem der Jahn-Maler, der Medusa-Maler und der Apponyi-Maler |                                                 |
| Princeton-Gruppe                       |                                                 | Vasenmaler                                      | Attika                                          | SF                                              | 540/20                                          | auch Gruppe von Princeton |                                                 |
| Proto-Panaitische Gruppe               |                                                 | Vasenmaler                                      | Attika                                          | RF                                              | 515/500                                         | auch Protopanaitios-Gruppe; englisch Proto Panaetian Group |                                                 |
| Protopanaitios-Gruppe                  | siehe unter Proto-Panaitische Gruppe            | siehe unter Proto-Panaitische Gruppe            | siehe unter Proto-Panaitische Gruppe            | siehe unter Proto-Panaitische Gruppe            | siehe unter Proto-Panaitische Gruppe            | siehe unter Proto-Panaitische Gruppe | siehe unter Proto-Panaitische Gruppe            |
| Protome-Gruppe                         |                                                 | Vasenmaler                                      | Böotien                                         | SF                                              |                                                 | |                                                 |
| Punkt-Efeu-Gruppe                      |                                                 | Vasenmaler                                      | Attika                                          | SF                                              |                                                 | englisch Dot-Evy Group |                                                 |
| Punktkranzteller-Gruppe                |                                                 | Vasenmaler                                      | Etrurien                                        | SF                                              | 5. Jh.                                          | |                                                 |
| Puschkin-Gruppe                        |                                                 | Vasenmaler                                      | Attika                                          | RF                                              |                                                 | |                                                 |
| Pyxiden-Gruppe                         |                                                 | Vasenmaler                                      | Etrurien                                        | EK                                              | um 575                                          | |                                                 |

## Klassen
| Name                                    | Wikidata                                    | Profession                                  | Herkunft                                    | Stil                                        | Zeit                                        | Bemerkung | Beispiel                                    |
| --------------------------------------- | ------------------------------------------- | ------------------------------------------- | ------------------------------------------- | ------------------------------------------- | ------------------------------------------- | --- | ------------------------------------------- |
| Klasse P                                |                                             | Töpfer                                      | Attika                                      | RF/PL                                       |                                             | |                                             |
| Klasse von Palermo 16                   | siehe unter Gruppe von Palermo 16           | siehe unter Gruppe von Palermo 16           | siehe unter Gruppe von Palermo 16           | siehe unter Gruppe von Palermo 16           | siehe unter Gruppe von Palermo 16           | siehe unter Gruppe von Palermo 16                                                                                      | siehe unter Gruppe von Palermo 16           |
| Klasse der Palmetten-Augenschalen       |                                             | Töpfer                                      | Attika                                      | RF                                          | Ende 6. Jh.                                 | |                                             |
| Klasse der Pelike des Rote-Linie-Malers |                                             | Töpfer                                      | Attika                                      | SF                                          | 520/500                                     | benannt nach dem Hauptvertreter Rote-Linie-Maler, weiterer Vertreter war der Maler der Pelike von Rhodos               |                                             |
| Klasse von Perugia 124                  |                                             | Töpfer                                      | Attika                                      | SF                                          |                                             | |                                             |
| Persische W-Klasse                      |                                             | Töpfer                                      | Attika                                      | RF/PL                                       |                                             | |                                             |
| Groupe des petites estampilles          | siehe unter Atelier der kleinen Stempelchen | siehe unter Atelier der kleinen Stempelchen | siehe unter Atelier der kleinen Stempelchen | siehe unter Atelier der kleinen Stempelchen | siehe unter Atelier der kleinen Stempelchen | siehe unter Atelier der kleinen Stempelchen                                                                            | siehe unter Atelier der kleinen Stempelchen |
| Phaleron-Klasse                         |                                             | Töpfer                                      | Attika                                      | SU/PA                                       | 710/675                                     | auch Phaleron-Gruppe                                                                                                   |                                             |
| Phanyllis-Klasse                        | siehe unter Phanyllis-Gruppe                | siehe unter Phanyllis-Gruppe                | siehe unter Phanyllis-Gruppe                | siehe unter Phanyllis-Gruppe                | siehe unter Phanyllis-Gruppe                | siehe unter Phanyllis-Gruppe                                                                                           | siehe unter Phanyllis-Gruppe                |
| Pistias-Klasse                          |                                             | Töpfer                                      | Attika                                      | SF                                          | frühes 5. Jh.                               | zur Pistias-Klasse gehört die CHC-Gruppe; mit der Klasse ist die Klasse der Miniatur-Skyphoi verbunden                 |                                             |
| PL-Klasse                               |                                             | Töpfer                                      | Attika                                      | RF                                          |                                             | |                                             |
| Polion-Klasse                           |                                             | Töpfer                                      | Attika                                      | RF/WG                                       | 3/3 5. Jh.                                  | |                                             |
| Princeton-Klasse                        |                                             | Töpfer                                      | Attika                                      | RF/PL                                       |                                             | Töpfer von Kopfgefäßen                                                                                                 |                                             |
| Klasse von Providence 22.214            |                                             | Töpfer                                      | Attika                                      | SF                                          |                                             | |                                             |
| Ptoon-Band-Klasse                       |                                             | Töpfer                                      | Attika                                      | SF                                          | 2/3 6. Jh.                                  | Hauptvertreter war der Ptoon-Maler                                                                                     |                                             |
| Punkt-Band-Klasse                       |                                             | Töpfer                                      | Attika                                      | SF                                          | frühes 5. Jh.                               | auch Dot-band-Klasse; zur Klasse gehören u. a. Werke des Edinburgh-Malers, des Michigan-Malers sowie die Bompas-Gruppe |                                             |
| Punkt-Efeu-Klasse                       |                                             | Töpfer                                      | Attika                                      | SF                                          |                                             | englisch Dot-Evy Class                                                                                                 |                                             |

## Werkstätten
| Name                     | Wikidata | Profession  | Herkunft | Stil | Zeit   | Bemerkung                                                                                       | Beispiel |
| ------------------------ | -------- | ----------- | -------- | ---- | ------ | ----------------------------------------------------------------------------------------------- | -------- |
| Patera-Ganymed-Werkstatt |          | Töpfermaler | Apulien  | RF   | 340/20 | Werkstatt des Patera- und des Ganymed-Malers, eng verbunden mit der Gruppe der Triestiner Askoi |          |
| Penthesilea-Werkstatt    |          | Töpfermaler | Attika   | RF   | 470/50 | benannt nach dem Penthesilea-Maler; weitere Mitglieder sind der Aberdeen-Maler                  |          |